# Alexander Gawriilowitsch Abdulow

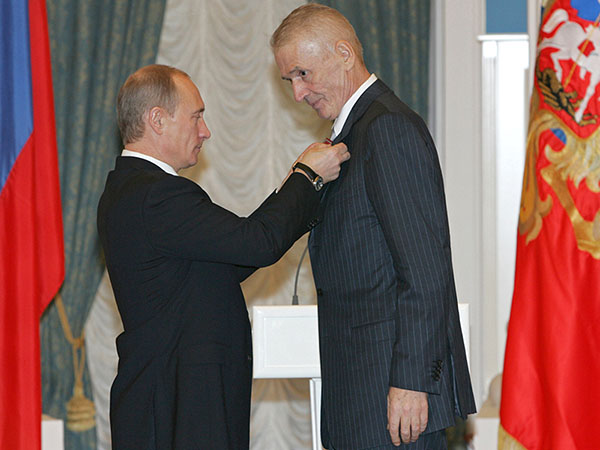
Abdulow bei einer Auszeichnung im Kreml 2007

Alexander Gawriilowitsch Abdulow (russisch Алекса́ндр Гаврии́лович Абду́лов, wiss. Transliteration Aleksandr Gavriilovič Abdulov; * 29. Mai 1953 in Tobolsk; † 3. Januar 2008 in Moskau) war ein sowjetischer bzw. russischer Schauspieler. Er spielte in über 100 Filmen mit und galt in der Sowjetunion der 1980er Jahre als Sexsymbol. Vereinzelt war er auch als Filmregisseur tätig.

## Leben
Abdulow war der Sohn des Schauspielers und Regisseurs Gawriil Danilowitsch Abdulow (1908–1980). Seine Mutter Ljudmila Alexandrowna Abdulowa arbeitete ebenfalls am Theater.
Nach dem Schulabschluss im Jahr 1970 wollte Abdulow Leistungssportler werden. Allerdings ermutigte ihn sein Vater, zu schauspielern. Sein Filmdebüt erfolgte 1974 in Über Witja, Mascha und die Marine. 1975 beendete er die Schauspielschule GITIS und begann im Lenkom-Theater bei Mark Sacharow (russisch Марк Захаров) zu arbeiten.
Alexander Abdulow erschien in zahlreichen Filmen der 1970er Jahre. 1977 spielte er in Mark Sacharows Fernsehverfilmung von Zwölf Stühle. Landesweite Bekanntheit erlangte er 1978 nach der Hauptrolle im Film Das gewöhnliche Wunder (russisch „Обыкновенное чудо“). Ein Jahr später spielte er in der populären Kurzserie Das vorbestimmte Treffen (russisch „Место встречи изменить нельзя“) mit Wladimir Wyssozkij (russisch Владимир Высоцкий). Im selben Jahr spielte er im Film Trenn dich nicht von den Geliebten und Genau jener Münchhausen.
In den frühen Achtzigern galt Abdulow als Sexsymbol. Seine weiteren Filme waren Cherchez la femme, Die Zauberer und Die Frau in Weiß. 1984 spielte er im Film Die Liebesformel (russisch „Формула любви“) mit. 1985 trat er in Auf der Suche nach Captain Grant und in den folgenden Jahren in den Filmen Die Allerschönste (russisch „Самая обаятельная и привлекательная“) sowie in der Abenteuer-Serie Marine-Kadetten, vorwärts! (russisch „Гардемарины, вперед!“) auf.
Weitere Hauptrollen Abdulows folgten 1987 in Das letzte Weekend (russisch „Десять негритят“), basierend auf Agatha Christies Kriminalroman Und dann gabs keines mehr, sowie 1988 in Mark Sacharows allegorischem Film Den Drachen töten (russisch „Убить дракона“), in dem er einen Ritter spielte, der eine Stadt von einem tyrannischen Drachen befreit, die Bewohner sich bald jedoch nach einem neuen Tyrannen zurücksehnen. Im nächsten Jahr spielte Abdulow im Film Schwarze Rose, das Emblem der Trauer und rote Rose, das Emblem der Liebe.
Während der 1990er Jahre arbeitete Abdulow weiterhin im Lenkom-Theater. 2000 erschien er im Film Das Weihnachtswunder mit Tschulpan Chamatowa (russisch Чулпан Хаматова). Seitdem spielte Abdulow überwiegend bei Fernsehproduktionen. 2002 spielte er einen russischen Oligarchen in der Fernsehserie Der Nächste. 2005 spielte er Fagott in Wladimir Bortkos Verfilmung von Michail Bulgakows Der Meister und Margarita. 2006 hatte er einen Gastauftritt in der Fernsehserie Leningrad, die die Blockade Leningrads während des Zweiten Weltkriegs thematisierte.
Alexander Abdulow starb am 3. Januar 2008 an einem schweren Krebsleiden, das im September 2007 diagnostiziert wurde. Sein letzter öffentlicher Auftritt war im Dezember 2007 im Kreml, wo er eine Auszeichnung durch Wladimir Putin entgegennahm. Abdulow wurde auf dem Wagankowoer Friedhof in Moskau beigesetzt.

## Medien
In den letzten Jahren seines Lebens hatte Abdulow ein schwieriges Verhältnis zu den Medien, insbesondere zur Boulevardpresse, die seine Bekanntheit und Beliebtheit dazu nutzte, sensationistische Gerüchte über seine Gesundheit und andere Lebensfragen zu verbreiten. Oftmals musste er viele falsche Informationen widerlegen. Einmal verprügelte er einen Paparazzo. In der Fernsehsendung Der Mensch und das Gesetz (russisch „Человек и закон“) erzählte er, im Besitz einer Schrotflinte zu sein und bereit zu sein, jeden zu erschießen, der auf das Gelände seiner Datscha eindringen sollte.

## Privates
Abdulow war früher mit der Schauspielerin Irina Alfjorowa (russisch Ирина Алфёрова) verheiratet, die ebenfalls ein Sexsymbol in der Sowjetunion war. Er adoptierte die Tochter von Irina, Xenia.
In der dritten Ehe mit Julia Miloslawskaja im März 2007 wurde seine leibliche Tochter, Jewgenija, geboren.

## Filmografie (Auswahl)
- 1973: Pro Vitju, pro Mašu i morskuju pechotu (russisch Про Витю, про Машу и морскую пехоту Pro Witju, pro Maschu i morskuju pechotu)
- 1974: Moskau, meine Liebe (russisch Москва, любовь моя Moskwa, ljubow moja)
- 1976: Dvenadcat stuljev (russisch Двенадцать стульев Dwenadzat stuljew)
- 1977: Obyknovennoe čudo (russisch Обыкновенное чудо Obyknowennoje tschudo)
- 1979: Die feuerrote Blume (russisch Аленький цветочек Alenki zwetotschek)
- 1979: Die schwarze Katze (TV-Miniserie) (russisch Место встречи изменить нельзя Mesto wstretschi ismenit nelsja)
- 1979: Tot samyj Münchhausen (russisch Тот самый Мюнхаузен Tot samy Mjunchausen)
- 1982: Iščite ženščinu (russisch Ищите женщину Ischtschiye schenschtschinu)
- 1982: Čarodei (russisch Чародеи Tscharodei)
- 1983: Junona i Avos (russisch Юнона и Авось Junona i Awos)
- 1984: Formula ljubvi (russisch Формула любви Formula ljubwi)
- 1985: Die Allerschönste (russisch Самая обаятельная и привлекательная Samaja obajatelnaja i priwlekatelnaja)
- 1987: Gardemariny, vpered! (russisch Гардемарины, вперед! Gardemariny, wpered!)
- 1987: Agatha Christie: Das letzte Weekend (russisch Десять негритят)
- 1988: Den Drachen töten (russisch Убить дракона Ubit drakona)
- 1989: Černaja roza – emblema pečali, krasnaja roza – emblema ljubvi (russisch Черная роза - эмблема печали, красная роза - эмблема любви Tschernaja rosa - emblema petschali, krasnaja rosa - emblema ljubwi)
- 1993: Pominalnaja molitva (russisch Поминальная молитва Pominalnaja molitwa)
- 1994: Kafe V'Limon (russisch Кофе с лимоном Kofe s limonom)
- 2005: Master i Margarita (TV-Miniserie) (russisch Мастер и Маргарита)
- 2006: Park Sovetskogo Perioda (russisch Парк советского периода Park sowetskogo perioda)
- 2006: The Funeral Party
- 2007: Anna Karenina (TV-Miniserie) (russisch Анна Каренина)
- 2007: Artistka (russisch Артистка)
- 2007: Leningrad (russisch Ленинград)
- 2007: Luser (russisch Лузер)
- 2008: Mika i Alfred (russisch Мика и Альфред)